# Standortbescheinigung
Eine Standortbescheinigung ist eine Bescheinigung gemäß der Verordnung über das Nachweisverfahren zur Begrenzung elektromagnetischer Felder (BEMFV) über die erfolgreiche Überprüfung von ortsfesten Funkanlagen durch die Bundesnetzagentur (BNetzA) und Voraussetzung für den Betrieb einer Sendeanlage mit einer Strahlungsleistung von mehr als 10 Watt EIRP. Jede Standortbescheinigung ist mit einer eindeutigen Standortbescheinigungsnummer identifizierbar.

## Verfahren
Seit dem 1. Juli 1992 wird in Deutschland bundesweiteinheitlich das Standortverfahren zur Gewährleistung des Schutzes von Personen in elektromagnetischen Feldern durchgeführt.
Im Rahmen des Standortverfahrens werden ortsfeste Funkanlagen, sofern diese eine äquivalente isotrope Strahlungsleistung von 10 Watt und mehr aufweisen, so überprüft, dass die von den Anlagen emittierten Feldstärken nicht die Personenschutzgrenzwerte überschreiten können. Seit 1992 wurde das Standortverfahren stetig weiter entwickelt und an die jeweils aktuellen Anforderungen zum Schutz von Personen in elektromagnetischen Felder angepasst. Das in Deutschland durchgeführte Standortverfahren ist in Bezug auf seine konsequente Umsetzung der „Empfehlungen des Rates vom 12. Juli 1999, zur Begrenzung der Expositionen der Bevölkerung gegenüber elektromagnetischen Feldern (0 Hz - 300 GHz)!“ in Europa beispiellos.
Ortsfeste Funkanlagen werden zur terrestrischen funktechnischen Versorgung eines bestimmten Bereiches oder Gebietes benötigt. Zur Planung des Rundfunk- und Fernsehnetzes werden von den Rundfunk- und Fernsehanstalten lokale Versorgungsmessungen durchgeführt, um anhand der sogenannten Mindestfeldstärke (die Feldstärke, die für einen störungsfreien Empfang an der Empfangsantenne zum Beispiel auf einem Hausdach mindestens erforderlich ist) unter anderem die Standortwahl des Senders und die benötigte Sendeleistung zu bestimmen.
In ähnlicher Weise erfolgt die Planung von Mobilfunkstandorten. Die Planung und der Aufbau eines Mobilfunknetzes liegt, unter Beachtung der gültigen Rechtsvorschriften, in der Verantwortung des jeweiligen Netzbetreibers. Zur Standortbestimmung von ortsfesten Mobilfunkbasisstationen setzen die Betreiber computergestützte Verfahren ein, bei denen die topographischen Verhältnisse, die Bebauung und der Bewuchs sowie das erwartete Gesprächs-/Kommunikationsaufkommen für jede auszubildende Mobilfunkzelle (eine Mobilfunkzelle wird durch eine Basisstation gebildet) berücksichtigt werden. Die Standortwahl von ortsfesten Funkanlagen ist das Ergebnis einer vom Betreiber der ortsfesten Funkanlage verantworteten Funknetzplanung beziehungsweise Versorgungsplanung. Die Bundesnetzagentur für Elektrizität, Gas, Telekommunikation, Post und Eisenbahnen (BNetzA) überwacht die Einhaltung der telekommunikationsrechtlichen Vorschriften. Hierzu gehört unter anderem die Verpflichtung der Betreiber, vor der Inbetriebnahme einer ortsfesten Funkanlage das Standortverfahren bei der Bundesnetzagentur erfolgreich abzuschließen. Das Standortverfahren ist abgeschlossen, wenn der von der Bundesnetzagentur festgelegte Sicherheitsabstand auch am Installationsort einhaltbar ist. Anderenfalls verweigert die Bundesnetzagentur die Erteilung der Standortbescheinigung.
Einzig Amateurfunkstellen benötigen keine Standortbescheinigung. Deren Betreiber müssen die gleichen Grenzwerte einhalten – die BEMFV sieht lediglich eine Vorgehensweise bei der Anzeige der Sender vor.

## Landesrechtliche Regelungen
Auf landesrechtlich geregelte Baugenehmigungsverfahren oder auf das Anzeigeverfahren entsprechend § 7 der 26. Verordnung über elektromagnetische Felder (26. BImSchV) hat die Bundesnetzagentur keinen Einfluss. In beiden Verfahren (Baugenehmigung und Anzeige) ist jedoch für die zuständige Landesbehörde die von der Bundesnetzagentur erteilte Standortbescheinigung Entscheidungsgrundlage.

## Rechnerisches Verfahren
In der Regel werden von der Bundesnetzagentur die Sicherheitsabstände für eine Standortbescheinigungen rechnerisch ermittelt. Wenn dies aus technischen Gründen (zum Beispiel Betrachtungen innerhalb des Funknahfeldes eines Rundfunksenders) nicht möglich ist, erfolgt die Festlegung des Sicherheitsabstandes messtechnisch oder auch auf der Grundlage von numerischen Nahfeldberechnungen.
Bei einer rechnerischen Erteilung einer Standortbescheinigung wird jede Sendeantenne anhand ihrer technischen Parameter einzeln betrachtet. Dabei wird von der maximal möglichen Anlagenauslastung ausgegangen und jeder zu bewertende Parameter im Sinne des Schutzes von Personen in elektromagnetischen Feldern zu Ungunsten des Betreibers angenommen (Worst-case-Betrachtung). Die Bewertung stimmt mit den Vorgaben der „Empfehlungen des Rates vom 12. Juli 1999, zur Begrenzung der Expositionen der Bevölkerung gegenüber elektromagnetischen Feldern (0 Hz - 300 GHz)“ überein.
Diese konservative Bewertungsmethode hat zur Folge, dass bei Mobilfunkstandorten, für die die Bundesnetzagentur bereits eine Standortbescheinigung erteilt hat, Nachmessungen die Werte der Standortbescheinigungen bestätigen. Dies ist leicht verständlich, denn messtechnisch werden nur die tatsächlichen Feldstärken, die sich in Abhängigkeit von der augenblicklichen Sendeleistung, der Witterung, der Bodenbeschaffenheit und anderen Parametern verändern können, erfasst, während bei rechnerischen Betrachtung funktechnische Parameter im Sinne des Schutzes von Personen in elektromagnetischen Feldern zu Ungunsten des Betreibers angenommen werden.
Um im Standortverfahren derartige messtechnische Verfälschungen auszuschließen, veranlasst die Bundesnetzagentur bei ortsfesten Funkanlagen, für die eine Standortbescheinigung nur messtechnisch erteilt werden kann, die Einstellung von betrieblichen Maximalsendeparametern.

## Festlegung von Sicherheitsabständen
Der in der Standortbescheinigung festgelegte Sicherheitsabstand ist auf den gesamten Standort bezogen und berücksichtigt:
1. die Feldstärken der beantragten ortsfesten Funkanlage,
2. die Feldstärken der Funkanlagen, die ebenfalls an diesem Standort montiert sind (Standortmitbenutzung) und
3. die relevanten Feldstärken, die von umliegenden ortsfesten Funkanlagen aus gehen (unter anderem werden auch ortsfeste, militärische Funkanlagen mit berücksichtigt).

Neben dem standortbezogenen Sicherheitsabstand, der sämtliche am Standort montierten Sendefunkanlagen berücksichtigt, weist die Bundesnetzagentur für jede Sendeantenne einen separaten Sicherheitsabstand aus. Mit dieser umfassenden Bewertung der ortsfesten Funkanlagen und Darstellung der Sicherheitsabstände macht die Bundesnetzagentur Standorte von Funkanlagen im Hinblick auf den Schutz von Personen in elektromagnetischen Feldern transparent. Alle Schutzabstände, die von der Bundesnetzagentur festgelegt werden, sind auf die Unterkante der am niedrigsten montierten Sendeantenne bezogen.

## Beispiel zur Veranschaulichung
Ein Schleuderbetonmast ist 30 Meter hoch. In einer Höhe von 25 Metern wurden am Schleuderbetonmast die Sendeantennen montiert. Unterhalb dieser Sendeantennen befinden sich beispielsweise nur Empfangsantennen. In diesem Fall ist der von der Bundesnetzagentur festgelegte Sicherheitsabstand auf die Unterkante der Sendeantenne bezogen, die sich in einer Höhe von 25 Metern befindet. Wird ein senkrechter Sicherheitsabstand von 0,8 Meter angenommen (dies ist für Mobilfunkanlagen ein typischer Wert), so wären zwischen dem Fußpunkt des Antennenträgers und der Sendeantenne eine Sicherheitsreserve von 24,2 Meter. Aufgrund der mit der Entfernung rasch abnehmenden Feldstärken, ergeben sich am Fußpunkt des Antennenträgers Feldstärken, die weit unterhalb der weltweit wissenschaftlich anerkannten Personenschutzgrenzwerte der „Empfehlungen des Rates vom 12. Juli 1999, zur Begrenzung der Expositionen der Bevölkerung gegenüber elektromagnetischen Feldern (0 Hz - 300 GHz)“ befinden. Dieser Sachverhalt lässt sich sehr deutlich anhand der Ergebnisse der bundesweiten Bundesnetzagentur EMVU-Messaktion nachvollziehen.

## Erlöschen einer Standortbescheinigung
Eine erteilte Standortbescheinigung ist keine „Dauerbescheinigung“. Sobald ein Betreiber technische Merkmale, die für die Festlegung des Sicherheitsabstandes von Bedeutung sind, ändert (wie zum Beispiel die Montagehöhe, die Hauptstrahlrichtung, die Anzahl der Kanäle, die Leistung, der Antennengewinn) erlischt die Standortbescheinigung und das Standortverfahren ist erneut durchzuführen. Eine Standortbescheinigung erlischt auch, wenn der Standort von neuen Funkanlagen mitbenutzt werden soll.
Diese Mitnutzung ist nur dann möglich, wenn die Einhaltung der Personenschutzgrenzwerte durch die Standortbescheinigung sichergestellt ist. Neben der Prüfung, inwieweit überhaupt eine Standortbescheinigung erteilbar ist, sind bei einer Standortmitnutzung auch andere technische Aspekte von Bedeutung. Auch aus Gründen einer möglichen gegenseitigen Störbeeinflussung von mitinstallierten Funkanlagen (EMV) aber auch aus Planungen des Funknetzaufbaues kann nicht in allen Fällen eine Standortmitnutzung erfolgen. Eine generelle Forderung, dass Funkanlagen bereits vorhandene Standorte von Funkanlagen mitnutzen sollen, kann deshalb nicht von der Bundesnetzagentur unterstützt werden.

## Überprüfung
Standorte, für die die Bundesnetzagentur bereits eine Standortbescheinigung erteilte, werden in unregelmäßigen Abständen und ohne Kenntnis der Betreiber von der Bundesnetzagentur am Installationsort überprüft. Die Anzahl der Standortüberprüfungen einer Außenstelle der Bundesnetzagentur ist von der Anzahl der pro Jahr in der jeweiligen Außenstelle erteilten Standortbescheinigungen abhängig. Pro Jahr werden 15 Prozent der in einer Außenstelle der Bundesnetzagentur erteilten Standortbescheinigungen überprüft. Die bisher durchgeführten Standortüberprüfungen ergaben, dass der überwiegende Teil der Standorte ohne Beanstandungen war. Bei einigen Standorten wurden fehlerhafte Standortbezeichnungen festgestellt, die aber keinerlei Einfluss auf den von der Bundesnetzagentur festgelegten Sicherheitsabstand hatten. Die Korrektur dieser geringen Mängel wurden von den Bundesnetzagentur-Außenstellen im Rahmen des Standortverfahrens vorgenommen.

## EMF-Datenbank
Sämtliche in Betrieb befindliche Funkanlagen können, sofern diese eine äquivalente isotrope Strahlungsleistung von 10 Watt und mehr aufweisen, in der EMF-Datenbank der Bundesnetzagentur aufgerufen werden. Zu jedem Standort werden die einzuhaltenden Sicherheitsabstände angezeigt.